# The Peppermints
The Peppermints é uma girl band itálo-san-marinense, composto por Anita Simoncini, Rafaella Perniola, Greta Doveri, Arianna Ulivi e Sara Dall'Olio. Elas irão representar São Marinho no Festival Eurovisão da Canção Júnior 2014, com a canção "Breaking My Heart"

## Integrantes
The Peppermints é um novo grupo, formado por cinco meninas que participaram do festival Vocine Nuove di Castrocaro:
- Anita Simoncini– Anita nasceu a 14 de Abril de 1999 (15 anos) em Montegiardino, San Marino. É a primeira pessoa natural de San Marino a representar o país no Festival Eurovisão da Canção Júnior
- Rafaella Perniola – Rafaella nasceu a 8 de Março de 2000 (14 anos) em Palagiano, Itália. É irmã mais nova de Michele Perniola, o primeiro representante de São Marinho no Festival Eurovisão da Canção Júnior.
- Greta Doveri – Greta nasceu a 17 de Maio de 2000 (14 anos) em Pisa, Itália. É o membro mais novo do grupo.
- Arianna Ulivi – Arianna nasceu a 14 de Outubro de 1999 (15 anos) em Forlì, Itália.
- Sara Dall’Olio – Sara nasceu a 29 de Janeiro de 1999 (15 anos) em Cervia, Itália.